# چاندرا شکهر
چاندرا شکهر (انگلیسی: Chandra Shekhar; زاده ۱ ژوئیهٔ ۱۹۲۷ – درگذشته ۸ ژوئیهٔ ۲۰۰۷) سیاست‌مدار اهل هند بود. وی هشتمین نخست‌وزیر هند از ۱۰ نوامبر ۱۹۹۰ تا ۲۱ ژوئن ۱۹۹۱ بود.

## مرگ
چاندرا شکهر در ۸ جولای ۲۰۰۷ درگذشت. او مدتی از مولتیپل میلوما رنج می‌برد و از ماه مِی در بیمارستان آپولو بستری بود. اون دو پسر به جای گذاشت.
سیاستمداران از تمامی طیف‌های احزاب هندی به او ادای احترام کردند و دولت هند هفت روز عزای عمومی اعلام کرد. او در ۱۰ ژوئیه با تمام تشریفات دولتی در یک آتشکده سنتی در جَنّایاک سَتْهال، در کنار رود یامونا، سوزانده شد. در ماه اوت، خاکسترهای او در رودخانهٔ سیروانی ریخته شد.